# 1995年のF1世界選手権

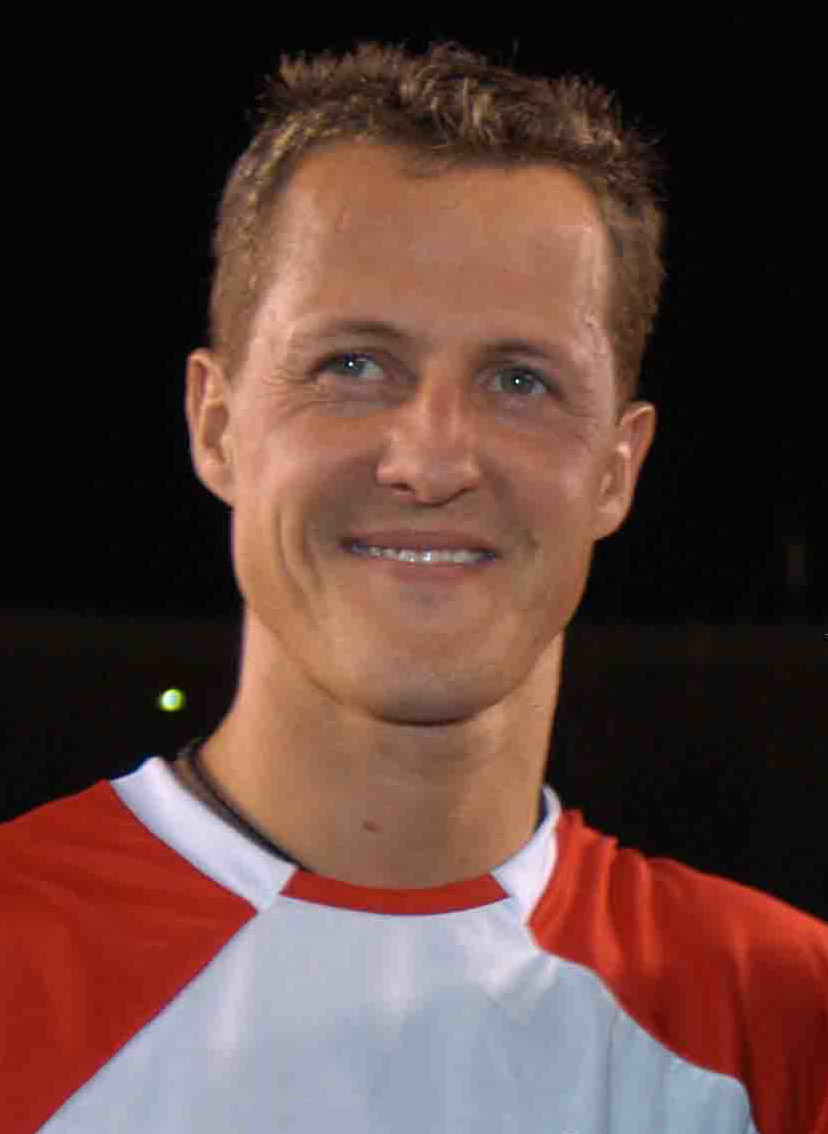
1995年のF1世界選手権において2度目のドライバーズタイトルを獲得したミハエル・シューマッハ

1995年のF1世界選手権（1995ねんのエフワンせかいせんしゅけん）は、FIAF1世界選手権の第46回大会である。1995年3月26日にブラジルで開幕し、11月12日にオーストラリアで開催される最終戦まで、全17戦で争われた。

## シーズン概要
ベネトンから参戦したミハエル・シューマッハが2年連続でワールドチャンピオンに戴冠したシーズンである。この年からベネトンのエンジンは1987年から使用していたフォード・コスワース系列のエンジンからルノーに変更された。チャンピオン争いは前年に引き続きウィリアムズのデイモン・ヒルとの間で争われたものの、最終戦を1ポイント差で迎えた前年とはうって変わり、最終的には30ポイント以上離して全17戦中の第15戦パシフィックGPにてチャンピオンを決定させている。コンストラクターズチャンピオンシップも3連覇中のウィリアムズを抑えてベネトンが参戦以来初の戴冠を果たした。また、ルノーエンジンにとっては前年までのウィリアムズでの3連覇と併せて4連覇達成となっている。ドライバーではフェラーリのジャン・アレジがカナダGPでキャリア初優勝を遂げており、この勝利はルノーエンジンのシーズン全勝を阻む優勝にもなった。また、マクラーレンから参戦したナイジェル・マンセルはスペインGPを以ってチームを離脱することとなり、結果としてはそのまま引退となっている。

## ベネトン対ウィリアムズ

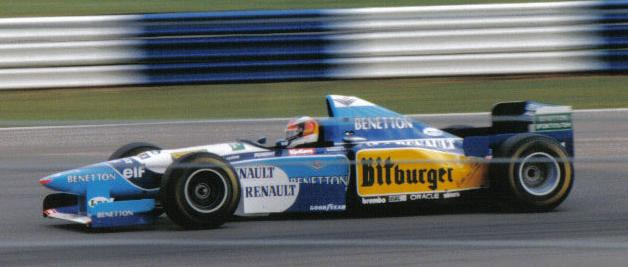
ベネトン B195

ベネトンは前年中盤にチーム代表のフラビオ・ブリアトーレがリジェチームを買収。リジェが使用していたルノーエンジンのベネトンへの供給を引き出すことに成功し、このシーズンからライバルであるウィリアムズが使用しているのと同じエンジンで戦うことになった。ドライバーはミハエル・シューマッハと前年の日本GPからチームに加わったジョニー・ハーバートのコンビとなっている。この年の新車B195は開幕直後はフォード・コスワース・ZETEC-Rエンジンからルノーエンジンに変更した影響もあって、ドライバビリティの安定性を欠いた面を見せていたものの、すぐさま大改良を施して第4戦スペインGPではシューマッハが優勝しハーバートが2位となるワンツーフィニッシュを達成。以後は予選こそウィリアムズ勢に先を越されることが多かったものの、高い信頼性と前年に引き続いてのピット戦略を武器にシューマッハは勝利を重ね、1992年のナイジェル・マンセルに並ぶシーズン9勝を記録。第15戦パシフィックGPにてシューマッハが優勝し、ヒルが3位に終わったことで、ドライバーズタイトルの連覇を達成。ハーバートもチャンピオン争いをしていたシューマッハとヒルが共倒れとなった地元イギリスGPにてF1初優勝を遂げると、同じく共倒れとなったイタリアGPでも優勝する活躍を見せ、ドライバーズランキングでも4位に入り、ベネトンのコンストラクターズ初タイトルに大きく貢献した。
その一方でウィリアムズは、デイモン・ヒルと前年セナ亡き後にデビューしたデビッド・クルサードがレギュラードライバーとして起用。ドライバーズチャンピオンシップではヒルがシューマッハのライバルとなったものの、シューマッハを脅かすような存在とまではなれなかった。また、フル参戦初年度となったクルサードは、第2戦アルゼンチンGPにてキャリア初PPも含めシーズン4度のPPを獲得したものの、優勝は第13戦ポルトガルGPでの初優勝1回に留まっている。これはこの年のウィリアムズ・FW17はPP（ポールポジション）の獲得数も含め、予選こそウィリアムズ勢がベネトンを上回る成績を記録するも、決勝ではマシンの信頼性に起因するマシントラブルによるリタイア、二人ともドライビングミスによるポイントを取りこぼしてしまい、これらが結果的にタイトル争いに影響することとなった。ウィリアムズのシーズンの成績としてはヒルとクルサードの二人で12PPを獲得したが、優勝は5勝(ヒル4勝、クルサード1勝）に留まり、コンストラクターズ4連覇を逃してしまっている。
ところが、シーズン中の8月10日に、フィアットの会長からシューマッハの翌シーズンのフェラーリ移籍が発表されるという事態が起きる。また、チームのタイトル獲得に貢献したハーバートも、シューマッハによる絶対的なナンバーワン体制を構築したベネトンチームに対して不満を示し、移籍を希望することとなり、結局ザウバーへと移籍をすることになってしまうなど、ベネトンはチーム初のコンストラクターズ戴冠を達成したものの、2人のドライバーが共に移籍をすることとなってしまった。また、ウィリアムズの方も第13戦ポルトガルGPを前にした9月20日、往年のF1ドライバーのジル・ヴィルヌーヴの息子であり、1995年のアメリカインディ選手権にてチャンピオンになったばかりのジャック・ヴィルヌーヴの翌1996年のウィリアムズへの加入が発表。クルサードは1995年で契約満了となる予定であったため、そのままチームを離脱しマクラーレンへ移籍した。

## ジャン・アレジの優勝

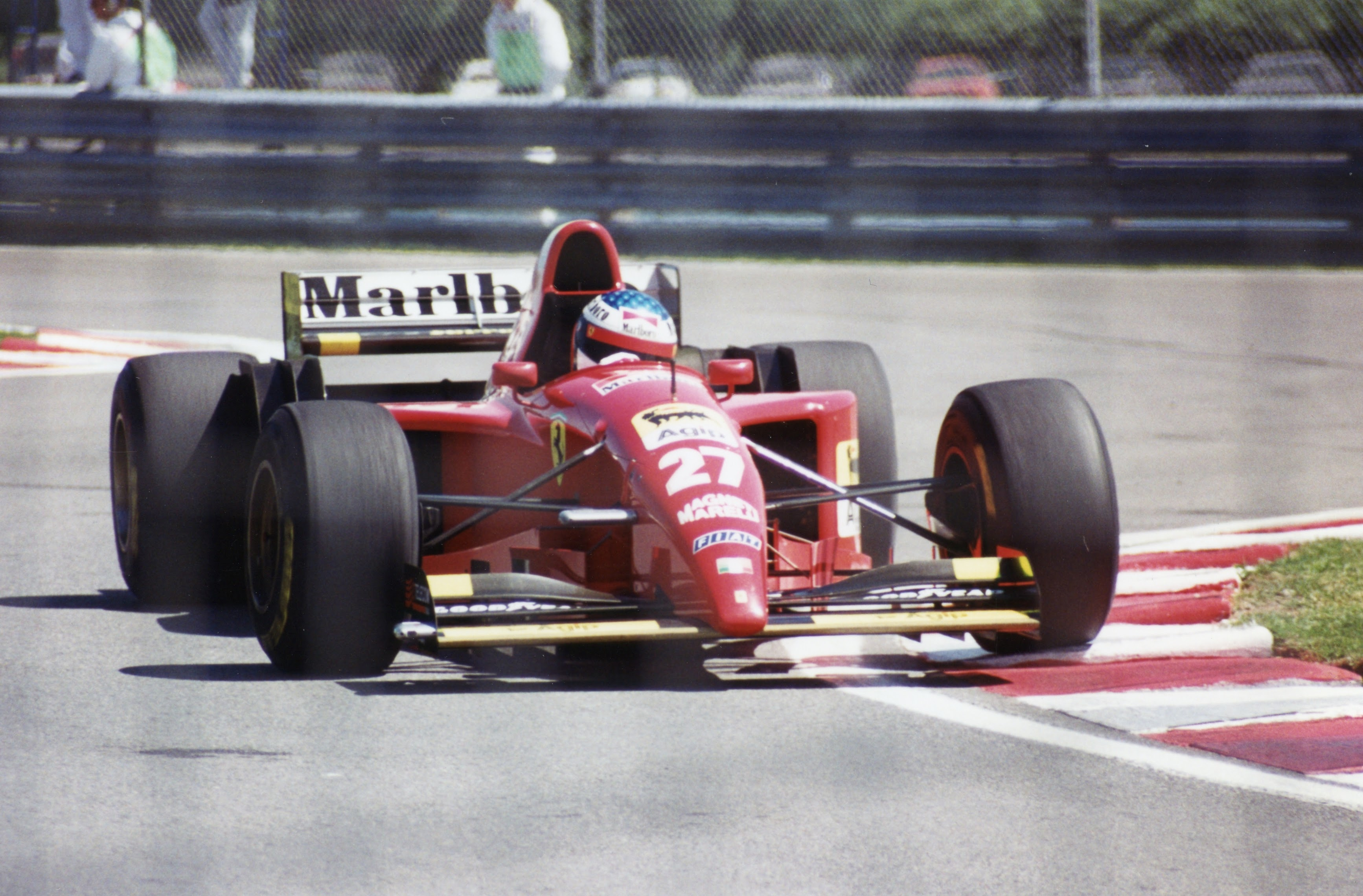
フェラーリ 412T2

フェラーリはジャン・アレジとゲルハルト・ベルガーのコンビで3年目のシーズンを迎えた。この年のフェラーリは度々ウィリアムズとベネトンの2強の間に割って入る活躍を見せ、特に第6戦カナダGPではアレジがデビューから92戦目で自身の唯一の優勝を成し遂げており、この勝利は結果としてルノーエンジンのシーズン全勝を阻むものとなっている。しかし、フロントローを独占した第11戦ベルギーGPやレース終盤までワンツー体制を築いた地元イタリアGPなど、トップを奪うことはあったもののマシンの信頼性が課題と勝利を加算できず、チームとしての優勝は前述のアレジの1勝に留まった。そんななか、翌年に向け、ドライバーの変更が行われる結果となり、前述のとおり、シーズン中の8月には翌シーズンのシューマッハの加入が発表され、終盤のヨーロッパGPではジョーダンのエディ・アーバインを契約ごと買い取りを実施。それによりアレジとベルガーは共にベネトンへ移籍することとなった。

## 低迷が目立つマクラーレン
マクラーレンはこの年からメルセデスベンツのワークス供給を受けることとなった。ドライバーはミカ・ハッキネンと前年ウィリアムズに復帰していたナイジェル・マンセルのラインナップにて開幕を迎えている。しかし、マンセルはチーム代表のロン・デニスとは以前から犬猿の仲であることは有名だったので、マンセルのマクラーレン加入は驚きを以って伝えられた。これはセナの事故死やプロストの引退によるF1人気の低下を危惧したメインスポンサーのマールボロや、FIA会長のバーニー・エクレストンらの意向による政治的な背景があったとされ、周囲の懸念の通りマンセルはコックピットの狭さを訴えシーズン開幕から2戦を欠場。その後、第3戦サンマリノGPと第4戦スペインGPを出走するものの、マシンに不満を訴え、スペインGPがリタイアで終わると同時にチームを離脱した。マンセル離脱で空いたシートには、マンセルが欠場した開幕2戦も出走したテストドライバーのマーク・ブランデルが座ることとなった。マシンの戦闘力向上のため、シーズン途中に改良型を投入したものの、ハッキネンが2位2回を獲得するにとどまり、前年に続き未勝利にてシーズンを終了している。また、ハッキネンは最終戦のオーストラリアGPにてタイヤのパンクによる重大なる事故を体験。事故の衝撃で自らの舌を噛み切ってしまう重傷で、オフのテスト期間は治療に専念することとなった。

## その他のチーム
- 前年途中にオーナーに就任したフラビオ・ブリアトーレの意向によりルノーエンジンを失ったリジェは、前年で活動に終止符を打ったロータスが使用していた無限ホンダエンジンをミナルディとの争奪戦の末に獲得し参戦。しかし、この年のリジェ・JS41は搭載するエンジンの違うことによる設計の差異はあっても、ベネトンB195の類似点が多かったため、「オリジナルのシャーシ」で参戦するというコンストラクターの条件に違反しているのではないかと論争を醸し、FIAの調査も入ったものの、同一のものではないと判断され問題ないものとして扱われた（コピーマシン問題）。
- この年のジョーダンは前年マクラーレンに供給されていたプジョーエンジンを獲得。これはジョーダンにとっては参戦以来初の自動車メーカーのワークスエンジン獲得でもあった。第5戦カナダGPでチーム初のダブル表彰台を記録した。
- ザウバーはメルセデスエンジンを失ったものの、フォードのワークスとなり最新型のZETEC-Rエンジンにて参戦した。ハインツ＝ハラルド・フレンツェンが第12戦イタリアGPにて3位となり、チームに初めての表彰台(自身も初の表彰台）をもたらした。
- 参戦2年目のシムテックはベネトンからヨス・フェルスタッペンが加入し、ドメニコ・スキャッタレーラとコンビを組んだ。フェルスタッペンの加入はベネトン製のセミオートマトランスミッションの持ち込みも含めてのものであった。フェルスタッペンは第2戦アルゼンチンGPで予選14位に食い込む結果を残すが、肝心の資金繰りがままならず、チームは第5戦モナコGPを最後に撤退することになってしまった。
- パシフィックは最終戦まで参戦したものの、完走は2人のドライバーで僅か5回という状況もあり、1度も入賞を記録できず、シーズン終了後に撤退するに至っている。
- 国際F3000を戦っていたフォルティ・コルセがF1へ参戦。ブラジル人ドライバーのペドロ・ディニスが抱えている多数のスポンサー資金頼みではあったが、新規参戦を果たした。セカンドドライバーには1992年のアンドレア・モーダ以来のロベルト・モレノが起用されている。

## 日本人ドライバーの概要
この年は前年に引き続き、多数の日本人ドライバーが参戦をしている。

### 鈴木亜久里
前年F1浪人をした（第2戦パシフィックGPにてジョーダンから1戦のみスポット参戦をした）鈴木亜久里は無限ホンダの後押しもあって、無限エンジンを搭載することになったリジェと契約した。亜久里自身は全戦契約のつもりでいたが、チームが発表した契約は共同オーナーのトム・ウォーキンショーが推すマーティン・ブランドルとのシートシェアという変則的なものであった。当初参戦数は半々という話しであったが、シートはブランドルの出走が優先され、シーズン全体でも全17戦中、亜久里は5戦の出場に留まっている。それでも第9戦ドイツGPにて実に4年ぶり（1991年アメリカグランプリ以来）の6位入賞を果たしている。また、第16戦日本GPの予選終了後に引退会見を行い、正式にF1引退を発表しようとしたのだが、予選中のクラッシュによって負傷をしてしまい、決勝には出走できず、そのまま引退する形となった。

### 片山右京
前年飛躍のシーズンを過ごし、大きく期待された片山右京であったが、開幕から投入された新車ティレル・023は、開発した新装備のハイドロリックサスペンションを実装したものの、期待通りの性能を発揮できず戦闘力が不足していた。片山自身も新しいチームメイトのミカ・サロの後塵を拝すことが多く、第13戦ポルトガルGPのスタート直後に壮絶なクラッシュも経験。左後輪が後方のミナルディのルカ・バドエルの右側前輪に乗り上げでしまい、マシンは7回転半の錐揉み回転にてコースに叩きつけられ、原型を留めない姿にて逆さに停止した。最悪の事態も想定されたが、幸いにも片山は大事には至らずに翌14戦のヨーロッパGPを1戦欠場したのみで復帰を果たしている。成績の面では、入賞なしにてシーズンを終了した。

### 井上隆智穂
前年の日本GPにてシムテックからF1デビューした井上隆智穂は、この年フットワークからレギュラー参戦を果たし、中嶋悟、鈴木亜久里、片山右京に続き4人目の日本人レギュラードライバーとなった。非力なハートエンジンと資金不足のチームという組み合わせであったこともあり、成績自体は入賞といった記録は残せなかったものの（最高位：予選18位、決勝8位）、それまでの日本人ドライバーと違い自動車メーカーの支援を一切受けずに、自ら見つけたスポンサーを頼りにF1参戦を果たした点は結果的に異色の存在であった。井上は1996年シーズンもミナルディにシートを確保したものの、肝心のスポンサーフィーが約束の期限に支払われない事態が発生してしまい、結局シートを失ってしまいF1参戦は1シーズンに留まっている。

### その他の日本人
この年は前年ラルースからスポット参戦を果たした野田英樹もシムテックチームから参戦をすることが決まっていたが、阪神淡路大震災の影響により、野田のスポンサーからの支払われるはずのスポンサーフィーが遅れることが濃厚となったため、第6戦カナダGPからの参戦と決定していた。しかし、第5戦のモナコGPが終わった時点でチームの資金難が明るみになり、野田参戦前にチームが撤退することになってしまい、1995年シーズンの参戦は実現しなかった。結局、野田は以後F1に出走する機会を得ることができず、前年のラルースからの出走がキャリアで唯一のF1出走ということになってしまった。
また、パシフィックが日本で開催されるパシフィックGPと日本GPに山本勝巳を起用しようとしたが、スーパーライセンスが発給されずに断念している。

## トピック
- ベネトンがルノーエンジンの使用権を獲得。タイトルを争うウィリアムズとベネトンが同一エンジンを搭載することになった結果、ルノー搭載車4台が17戦中16勝（表彰台1〜3位独占3回）。コンストラクターズではベネトン・ルノー、ウィリアムズ・ルノーが1、2位。ドライバーズでも上位1〜4位を独占するなど、ルノーエンジンの強さを証明する形となった。
- 開幕戦ブラジルGPはレース後に燃料規定違反で優勝シューマッハ、2位クルサードが失格。3位ベルガーの繰り上がり優勝と発表された。しかし、3週間後に裁定が覆り、失格が取り消されるという騒動になった。
- アレジと後藤久美子の交際が日本で話題となり、カナダGP優勝後のアレジの交際宣言がワイドショーで放送されるなどした。
- ペドロ・ディニスがデビュー。鈴木亜久里がリジェのマーティン・ブランドルとシートを分け合う形でF1復帰。日本GP予選での負傷棄権が最後のレースとなった。鈴木、マンセルの他に、ピエルルイジ・マルティニ、ロベルト・モレノ、ベルトラン・ガショー、マーク・ブランデル、カール・ヴェンドリンガーといったドライバーもF1から引退した。
- 井上隆智穂は（自らの非ではない）2度の事故により話題となった。
  - モナコGPにおいて、牽引中であったマシンがジャン・ラニョッティが運転するマーシャルカーにぶつけられて横転する。自身もコクピットに納まった状態の出来事であった。
  - ハンガリーGPにおいて、レース中にエンジントラブルで停止した自身のマシンの火を消そうと、消火器を手に歩み寄ろうとした際にマーシャルカーに轢かれた。

## レギュレーション変更
- 前年から引き続き、安全面を考慮したレギュレーション改正が行われた。スピード抑制のためエンジン排気量を3,500ccから3,000ccへ削減。車体底面のダウンフォース発生効率を下げるため、車体底面の中央部分と両脇部分に50mmの段差を設けるステップド・ボトム規定が導入された。また、クラッシュ時のドライバー保護のため、コクピット周辺の寸法や耐衝撃強度も規定された。

## 開催地及び勝者
| ラウンド | レース                   | 開催日   | 開催地                 | ポールポジション       | ファステストラップ     | 優勝者                 | コンストラクター    | レポート |
| -------- | ------------------------ | -------- | ---------------------- | ---------------------- | ---------------------- | ---------------------- | ------------------- | -------- |
| 1        | ブラジルグランプリ       | 3月26日  | インテルラゴス         | デイモン・ヒル         | ミハエル・シューマッハ | ミハエル・シューマッハ | ベネトン-ルノー     | 詳細     |
| 2        | アルゼンチングランプリ   | 4月9日   | ブエノスアイレス       | デビッド・クルサード   | ミハエル・シューマッハ | デイモン・ヒル         | ウィリアムズ-ルノー | 詳細     |
| 3        | サンマリノグランプリ     | 4月30日  | イモラ                 | ミハエル・シューマッハ | ゲルハルト・ベルガー   | デイモン・ヒル         | ウィリアムズ-ルノー | 詳細     |
| 4        | スペイングランプリ       | 5月14日  | バルセロナ             | ミハエル・シューマッハ | デイモン・ヒル         | ミハエル・シューマッハ | ベネトン-ルノー     | 詳細     |
| 5        | モナコグランプリ         | 5月28日  | モナコ                 | デイモン・ヒル         | ジャン・アレジ         | ミハエル・シューマッハ | ベネトン-ルノー     | 詳細     |
| 6        | カナダグランプリ         | 6月11日  | モントリオール         | ミハエル・シューマッハ | ミハエル・シューマッハ | ジャン・アレジ         | フェラーリ          | 詳細     |
| 7        | フランスグランプリ       | 7月2日   | マニクール             | デイモン・ヒル         | ミハエル・シューマッハ | ミハエル・シューマッハ | ベネトン-ルノー     | 詳細     |
| 8        | イギリスグランプリ       | 7月16日  | シルバーストン         | デイモン・ヒル         | デイモン・ヒル         | ジョニー・ハーバート   | ベネトン-ルノー     | 詳細     |
| 9        | ドイツグランプリ         | 7月30日  | ホッケンハイムリンク   | デイモン・ヒル         | ミハエル・シューマッハ | ミハエル・シューマッハ | ベネトン-ルノー     | 詳細     |
| 10       | ハンガリーグランプリ     | 8月13日  | ハンガロリンク         | デイモン・ヒル         | デイモン・ヒル         | デイモン・ヒル         | ウィリアムズ-ルノー | 詳細     |
| 11       | ベルギーグランプリ       | 8月27日  | スパ・フランコルシャン | ゲルハルト・ベルガー   | デビッド・クルサード   | ミハエル・シューマッハ | ベネトン-ルノー     | 詳細     |
| 12       | イタリアグランプリ       | 9月10日  | モンツァ               | デビッド・クルサード   | ゲルハルト・ベルガー   | ジョニー・ハーバート   | ベネトン-ルノー     | 詳細     |
| 13       | ポルトガルグランプリ     | 9月24日  | エストリル             | デビッド・クルサード   | デビッド・クルサード   | デビッド・クルサード   | ウィリアムズ-ルノー | 詳細     |
| 14       | ヨーロッパグランプリ     | 10月1日  | ニュルブルクリンク     | デビッド・クルサード   | ミハエル・シューマッハ | ミハエル・シューマッハ | ベネトン-ルノー     | 詳細     |
| 15       | パシフィックグランプリ   | 10月22日 | 英田                   | デビッド・クルサード   | ミハエル・シューマッハ | ミハエル・シューマッハ | ベネトン-ルノー     | 詳細     |
| 16       | 日本グランプリ           | 10月29日 | 鈴鹿                   | ミハエル・シューマッハ | ミハエル・シューマッハ | ミハエル・シューマッハ | ベネトン-ルノー     | 詳細     |
| 17       | オーストラリアグランプリ | 11月12日 | アデレード             | デイモン・ヒル         | デイモン・ヒル         | デイモン・ヒル         | ウィリアムズ-ルノー | 詳細     |

### 備考
当初4月に第2戦として予定されていたパシフィックグランプリは、同年1月17日に発生した阪神・淡路大震災の影響を受け、第15戦へ変更された。その結果、鈴鹿サーキットでの第16戦日本グランプリとあわせて、1国2週連続開催となった。

## エントリーリスト
| エントラント                         | コンストラクタ | マシン                 | エンジン                  | タイヤ | ドライバー |
| ------------------------------------ | -------------- | ---------------------- | ------------------------- | ------ | --- |
| マイルドセブン・ベネトン・ルノー     | ベネトン       | B195                   | ルノーRS7 (V10)           | G      | 1.ミハエル・シューマッハ 2.ジョニー・ハーバート                                                                 |
| ノキア・ティレル・ヤマハ             | ティレル       | 023                    | ヤマハOX10C (V10)         | G      | 3.片山右京 (3.)ガブリエル・タルキーニ 4.ミカ・サロ                                                              |
| ロスマンズ・ウィリアムズ・ルノー     | ウィリアムズ   | FW17 FW17B             | ルノーRS7 (V10)           | G      | 5.デイモン・ヒル 6.デビッド・クルサード                                                                         |
| マールボロ・マクラーレン・メルセデス | マクラーレン   | MP4/10 MP4/10B MP4/10C | メルセデスFO110 (V10)     | G      | 7.ナイジェル・マンセル (7.)マーク・ブランデル 8.ミカ・ハッキネン (8.)ヤン・マグヌッセン                         |
| フットワーク・ハート                 | フットワーク   | FA16                   | ハート830 (V8)            | G      | 9.ジャンニ・モルビデリ (9.)マッシミリアーノ・パピス 10.井上隆智穂                                               |
| MTV・シムテック・フォード            | シムテック     | S951                   | フォードED (V8)           | G      | 11.ドメニコ・スキャッタレーラ 12.ヨス・フェルスタッペン                                                         |
| トタル・ジョーダン・プジョー         | ジョーダン     | 195                    | プジョーA10EV2 (V10)      | G      | 14.ルーベンス・バリチェロ 15.エディ・アーバイン                                                                 |
| パシフィック・チーム・ロータス       | パシフィック   | PR02                   | フォードED (V8)           | G      | 16.ベルトラン・ガショー (16.)ジョバンニ・ラバッジ (16.)ジャン＝デニス・デレトラズ 17.アンドレア・モンテルミーニ |
| パルマラット・フォルティ・コルセ     | フォルティ     | FG01                   | フォードED (V8)           | G      | 21.ペドロ・ディニス 22.ロベルト・モレノ                                                                         |
| ミナルディ・スクーデリア・イタリア   | ミナルディ     | M195                   | フォードEDM (V8)          | G      | 23.ピエルルイジ・マルティニ (23.)ペドロ・ラミー 24.ルカ・バドエル                                               |
| リジェ・ジタン・ブロンド             | リジェ         | JS41                   | 無限MF301H (V10)          | G      | 25.鈴木亜久里 (25.)マーティン・ブランドル 26.オリビエ・パニス                                                   |
| スクーデリア・フェラーリ             | フェラーリ     | 412T2                  | フェラーリTipo044/1 (V12) | G      | 27.ジャン・アレジ 28.ゲルハルト・ベルガー                                                                       |
| レッドブル・ザウバー・フォード       | ザウバー       | C14                    | フォードZETEC-R (V8)      | G      | 29.カール・ヴェンドリンガー (29.)ジャン＝クリストフ・ブイヨン 30.ハインツ＝ハラルド・フレンツェン               |

- ラルースはエントリーしていたが、参戦せず（ドライバーはNo.19エリック・エラリー→エリック・ベルナールとNo.20クリストフ・ブシュー）。

### ドライバー変更
- ティレルのNo.3は、第14戦にタルキーニがドライブ。
- マクラーレンのNo.7は、第3,4戦のみマンセルがドライブ。
- マクラーレンのNo.8は、第15戦にマグヌッセンがドライブ。
- フットワークのNo.9は、第8戦から第14戦はパピスがドライブ。
- パシフィックのNo.16は、第11,12戦はラバッジが、第13,14戦はデレトラズがドライブ。
- ミナルディのNo.23は、第10戦以降ラミーがドライブ。
- リジェのNo.25は、第4戦から第8戦、第10戦から第14戦、第17戦はブランドルがドライブ。
- ザウバーのNo.29は、第5戦から第15戦はブイヨンがドライブ。

## 1995年のドライバーズランキング
| 順位 | ドライバー                       | BRA | ARG | SMR | ESP | MON | CAN | FRA | GBR | GER | HUN | BEL | ITA | POR | EUR | PAC | JPN | AUS | ポイント |
| ---- | -------------------------------- | --- | --- | --- | --- | --- | --- | --- | --- | --- | --- | --- | --- | --- | --- | --- | --- | --- | -------- |
| 1    | ミハエル・シューマッハ           | 1   | 3   | Ret | 1   | 1   | 5   | 1   | Ret | 1   | 11† | 1   | Ret | 2   | 1   | 1   | 1   | Ret | 102      |
| 2    | デイモン・ヒル                   | Ret | 1   | 1   | 4   | 2   | Ret | 2   | Ret | Ret | 1   | 2   | Ret | 3   | Ret | 3   | Ret | 1   | 69       |
| 3    | デビッド・クルサード             | 2   | Ret | 4   | Ret | Ret | Ret | 3   | 3   | 2   | 2   | Ret | Ret | 1   | 3   | 2   | Ret | Ret | 49       |
| 4    | ジョニー・ハーバート             | Ret | 4   | 7   | 2   | 4   | Ret | Ret | 1   | 4   | 4   | 7   | 1   | 7   | 5   | 6   | 3   | Ret | 45       |
| 5    | ジャン・アレジ                   | 5   | 2   | 2   | Ret | Ret | 1   | 5   | 2   | Ret | Ret | Ret | Ret | 5   | 2   | 5   | Ret | Ret | 42       |
| 6    | ゲルハルト・ベルガー             | 3   | 6   | 3   | 3   | 3   | 11† | 12  | Ret | 3   | 3   | Ret | Ret | 4   | Ret | 4   | Ret | Ret | 31       |
| 7    | ミカ・ハッキネン                 | 4   | Ret | 5   | Ret | Ret | Ret | 7   | Ret | Ret | Ret | Ret | 2   | Ret | 8   |     | 2   | DNS | 17       |
| 8    | オリビエ・パニス                 | Ret | 7   | 9   | 6   | Ret | 4   | 8   | 4   | Ret | 6   | 9   | Ret | Ret | Ret | 8   | 5   | 2   | 16       |
| 9    | ハインツ＝ハラルド・フレンツェン | Ret | 5   | 6   | 8   | 6   | Ret | 10  | 6   | Ret | 5   | 4   | 3   | 6   | Ret | 7   | 8   | Ret | 15       |
| 10   | マーク・ブランデル               | 6   | Ret |     |     | 5   | Ret | 11  | 5   | Ret | Ret | 5   | 4   | 9   | Ret | 9   | 7   | 4   | 13       |
| 11   | ルーベンス・バリチェロ           | Ret | Ret | Ret | 7   | Ret | 2   | 6   | 11† | Ret | 7   | 6   | Ret | 11  | 4   | Ret | Ret | Ret | 11       |
| 12   | エディ・アーバイン               | Ret | Ret | 8   | 5   | Ret | 3   | 9   | Ret | 9†  | 13† | Ret | Ret | 10  | 6   | 11  | 4   | Ret | 10       |
| 13   | マーティン・ブランドル           |     |     |     | 9   | Ret | 10† | 4   | Ret |     | Ret | 3   | Ret | 8   | 7   |     |     | Ret | 7        |
| 14   | ジャンニ・モルビデリ             | Ret | Ret | 13  | 11  | 9   | 6   | 14  |     |     |     |     |     |     |     | Ret | Ret | 3   | 5        |
| 15   | ミカ・サロ                       | 7   | Ret | Ret | 10  | Ret | 7   | 15  | 8   | Ret | Ret | 8   | 5   | 13  | 10  | 12  | 6   | 5   | 5        |
| 16   | ジャン＝クリストフ・ブイヨン     |     |     |     |     | 8†  | Ret | Ret | 9   | 5   | 10  | 11  | 6   | 12  | Ret | Ret |     |     | 3        |
| 17   | 鈴木亜久里                       | 8   | Ret | 11  |     |     |     |     |     | 6   |     |     |     |     |     | Ret | DNS |     | 1        |
| 18   | ペドロ・ラミー                   |     |     |     |     |     |     |     |     |     | 9   | 10  | Ret | Ret | 9   | 13  | 11  | 6   | 1        |
| -    | ピエルルイジ・マルティニ         | Ret | Ret | 12  | 14  | 7   | Ret | Ret | 7   | Ret |     |     |     |     |     |     |     |     | 0        |
| -    | 片山右京                         | Ret | 8   | Ret | Ret | Ret | Ret | Ret | Ret | 7   | Ret | Ret | 10  | Ret |     | 14  | Ret | Ret | 0        |
| -    | ペドロ・ディニス                 | 10  | NC  | 15  | Ret | 10  | Ret | Ret | Ret | Ret | Ret | 13  | 9   | 16  | 13  | 17  | Ret | 7   | 0        |
| -    | マッシミリアーノ・パピス         |     |     |     |     |     |     |     | Ret | Ret | Ret | Ret | 7   | Ret | 12  |     |     |     | 0        |
| -    | ルカ・バドエル                   | Ret | DNS | 14  | Ret | Ret | 8   | 13  | 10  | Ret | 8   | Ret | Ret | 14  | 11  | 15  | 9   | DNS | 0        |
| -    | 井上隆智穂                       | Ret | Ret | Ret | Ret | Ret | 9   | Ret | Ret | Ret | Ret | 12  | 8   | 15  | Ret | Ret | 12  | Ret | 0        |
| -    | アンドレア・モンテルミーニ       | 9   | Ret | Ret | DNS | DSQ | Ret | NC  | Ret | 8   | 12  | Ret | Ret | Ret | Ret | Ret | Ret | Ret | 0        |
| -    | ベルトラン・ガショー             | Ret | Ret | Ret | Ret | Ret | Ret | Ret | 12  |     |     |     |     |     |     | Ret | Ret | 8   | 0        |
| -    | ドメニコ・スキャッタレーラ       | Ret | 9   | Ret | 15  | DNS |     |     |     |     |     |     |     |     |     |     |     |     | 0        |
| -    | カール・ヴェンドリンガー         | Ret | Ret | Ret | 13  |     |     |     |     |     |     |     |     |     |     |     | 10  | Ret | 0        |
| -    | ナイジェル・マンセル             |     |     | 10  | Ret |     |     |     |     |     |     |     |     |     |     |     |     |     | 0        |
| -    | ヤン・マグヌッセン               |     |     |     |     |     |     |     |     |     |     |     |     |     |     | 10  |     |     | 0        |
| -    | ヨス・フェルスタッペン           | Ret | Ret | Ret | 12  | DNS |     |     |     |     |     |     |     |     |     |     |     |     | 0        |
| -    | ロベルト・モレノ                 | Ret | NC  | 16  | Ret | Ret | Ret | 16  | Ret | Ret | Ret | 14  | Ret | 17  | Ret | 16  | Ret | Ret | 0        |
| -    | ガブリエル・タルキーニ           |     |     |     |     |     |     |     |     |     |     |     |     |     | 14  |     |     |     | 0        |
| -    | ジャン＝デニス・デレトラズ       |     |     |     |     |     |     |     |     |     |     |     |     | Ret | 15  |     |     |     | 0        |
| -    | ジョバンニ・ラバッジ             |     |     |     |     |     |     |     |     | Ret | Ret | Ret | Ret |     |     |     |     |     | 0        |
| 順位 | ドライバー                       | BRA | ARG | SMR | ESP | MON | CAN | FRA | GBR | GER | HUN | BEL | ITA | POR | EUR | PAC | JPN | AUS | ポイント |

| 色   | 結果                                    |
| ---- | --------------------------------------- |
| 金色 | 勝者                                    |
| 銀色 | 2位                                     |
| 銅色 | 3位                                     |
| 緑   | ポイント獲得                            |
| 青   | 完走                                    |
| 青   | † 完走扱い（全周回数の90%以上走行）     |
| 青   | 規定周回数不足（NC）                    |
| 紫   | リタイア（Ret）                         |
| 赤   | 予選不通過（DNQ）                       |
| 赤   | 予備予選不通過（DNPQ）                  |
| 黒   | 失格（DSQ）                             |
| 白   | スタートせず（DNS）                     |
| 白   | レース中止（C）                         |
| 水色 | プラクティスのみ（PO）                  |
| 水色 | 金曜日テストドライバー（TD） 2003年以降 |
| 空欄 | プラクティス出走せず（DNP）             |
| 空欄 | 除外 (EX)                               |
| 空欄 | 到着せず (DNA)                          |
| 空欄 | 欠場 (WD)                               |

† リタイアしたがレース距離の90％以上を走行していたため完走扱い

## 1995年のコンストラクターズランキング

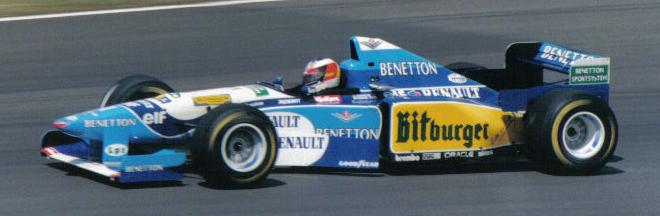
1995年のコンストラクターズ・タイトルはベネトン・ルノーが獲得した

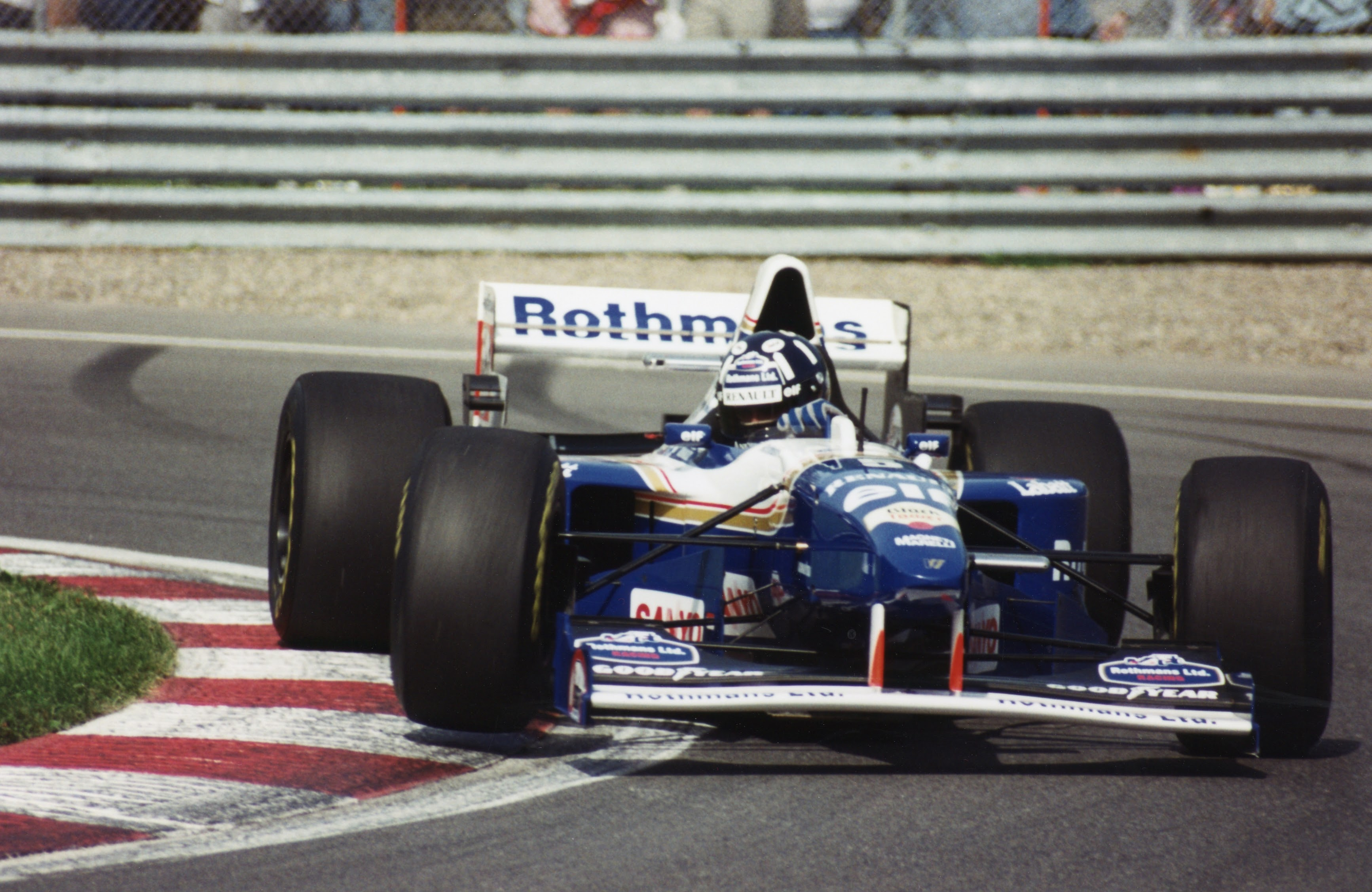
ウィリアムズ・ルノーは2位となった

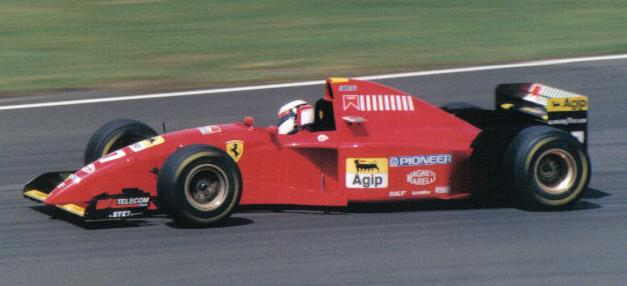
3位：フェラーリ

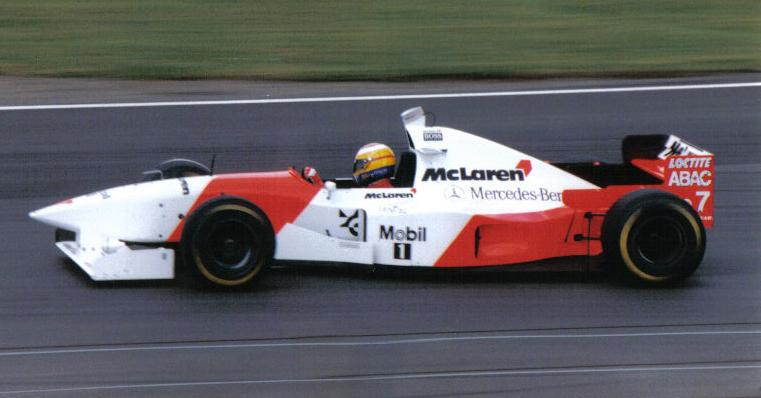
4位：マクラーレン

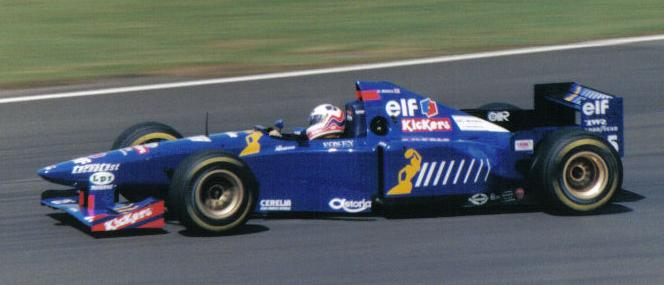
5位：リジェ・無限ホンダ

| 順位 | コンストラクター        | 車番 | BRA | ARG | SMR | ESP | MON | CAN | FRA | GBR | GER | HUN | BEL | ITA | POR | EUR | PAC | JPN | AUS | ポイント |
| ---- | ----------------------- | ---- | --- | --- | --- | --- | --- | --- | --- | --- | --- | --- | --- | --- | --- | --- | --- | --- | --- | -------- |
| 1    | ベネトン-ルノー         | 1    | 1   | 3   | Ret | 1   | 1   | 5   | 1   | Ret | 1   | 11  | 1   | Ret | 2   | 1   | 1   | 1   | Ret | 137      |
| 1    | ベネトン-ルノー         | 2    | Ret | 4   | 7   | 2   | 4   | Ret | Ret | 1   | 4   | 4   | 7   | 1   | 7   | 5   | 6   | 3   | Ret | 137      |
| 2    | ウィリアムズ-ルノー     | 5    | Ret | 1   | 1   | 4   | 2   | Ret | 2   | Ret | Ret | 1   | 2   | Ret | 3   | Ret | 3   | Ret | 1   | 112      |
| 2    | ウィリアムズ-ルノー     | 6    | 2   | Ret | 4   | Ret | Ret | Ret | 3   | 3   | 2   | 2   | Ret | Ret | 1   | 3   | 2   | Ret | Ret | 112      |
| 3    | フェラーリ              | 27   | 5   | 2   | 2   | Ret | Ret | 1   | 5   | 2   | Ret | Ret | Ret | Ret | 5   | 2   | 5   | Ret | Ret | 73       |
| 3    | フェラーリ              | 28   | 3   | 6   | 3   | 3   | 3   | 11  | 12  | Ret | 3   | 3   | Ret | Ret | 4   | Ret | 4   | Ret | Ret | 73       |
| 4    | マクラーレン-メルセデス | 7    | 4   | Ret | 5   | Ret | Ret | Ret | 7   | Ret | Ret | Ret | Ret | 2   | Ret | 8   | 10  | 2   | DNS | 30       |
| 4    | マクラーレン-メルセデス | 8    | 6   | Ret | 10  | Ret | 5   | Ret | 11  | 5   | Ret | Ret | 5   | 4   | 9   | Ret | 9   | 7   | 4   | 30       |
| 5    | リジェ-無限ホンダ       | 25   | 8   | Ret | 11  | 9   | Ret | 10  | 4   | Ret | 6   | Ret | 3   | Ret | 8   | 7   | Ret | DNS | Ret | 24       |
| 5    | リジェ-無限ホンダ       | 26   | Ret | 7   | 9   | 6   | Ret | 4   | 8   | 4   | Ret | 6   | 9   | Ret | Ret | Ret | 8   | 5   | 2   | 24       |
| 6    | ジョーダン-プジョー     | 14   | Ret | Ret | Ret | 7   | Ret | 2   | 6   | 11  | Ret | 7   | 6   | Ret | 11  | 4   | Ret | Ret | Ret | 21       |
| 6    | ジョーダン-プジョー     | 15   | Ret | Ret | 8   | 5   | Ret | 3   | 9   | Ret | 9   | 13  | Ret | Ret | 10  | 6   | 11  | 4   | Ret | 21       |
| 7    | ザウバー-フォード       | 29   | Ret | Ret | Ret | 13  | 8   | Ret | Ret | 9   | 5   | 10  | 11  | 6   | 12  | Ret | Ret | 10  | Ret | 18       |
| 7    | ザウバー-フォード       | 30   | Ret | 5   | 6   | 8   | 6   | Ret | 10  | 6   | Ret | 5   | 4   | 3   | 6   | Ret | 7   | 8   | Ret | 18       |
| 8    | フットワーク-ハート     | 9    | Ret | Ret | 13  | 11  | 9   | 6   | 14  | Ret | Ret | Ret | Ret | 7   | Ret | 12  | Ret | Ret | 3   | 5        |
| 8    | フットワーク-ハート     | 10   | Ret | Ret | Ret | Ret | Ret | 9   | Ret | Ret | Ret | Ret | 12  | 8   | 15  | Ret | Ret | 12  | Ret | 5        |
| 9    | ティレル-ヤマハ         | 3    | Ret | 8   | Ret | Ret | Ret | Ret | Ret | Ret | 7   | Ret | Ret | 10  | Ret | 14  | 14  | Ret | Ret | 5        |
| 9    | ティレル-ヤマハ         | 4    | 7   | Ret | Ret | 10  | Ret | 7   | 15  | 8   | Ret | Ret | 8   | 5   | 13  | 10  | 12  | 6   | 5   | 5        |
| 10   | ミナルディ-フォード     | 23   | Ret | Ret | 12  | 14  | 7   | Ret | Ret | 7   | Ret | 9   | 10  | Ret | Ret | 9   | 13  | 11  | 6   | 1        |
| 10   | ミナルディ-フォード     | 24   | Ret | DNS | 14  | Ret | Ret | 8   | 13  | 10  | Ret | 8   | Ret | Ret | 14  | 11  | 15  | 9   | DNS | 1        |
| -    | フォルティ-フォード     | 21   | 10  | NC  | 15  | Ret | 10  | Ret | Ret | Ret | Ret | Ret | 13  | 9   | 16  | 13  | 17  | Ret | 7   | 0        |
| -    | フォルティ-フォード     | 22   | Ret | NC  | 16  | Ret | Ret | Ret | 16  | Ret | Ret | Ret | 14  | Ret | 17  | Ret | 16  | Ret | Ret | 0        |
| -    | パシフィック-フォード   | 16   | Ret | Ret | Ret | Ret | Ret | Ret | Ret | 12  | Ret | Ret | Ret | Ret | Ret | 15  | Ret | Ret | 8   | 0        |
| -    | パシフィック-フォード   | 17   | 9   | Ret | Ret | DNS | DSQ | Ret | NC  | Ret | 8   | 12  | Ret | Ret | Ret | Ret | Ret | Ret | Ret | 0        |
| -    | シムテック-フォード     | 11   | Ret | Ret | Ret | 12  | DNS |     |     |     |     |     |     |     |     |     |     |     |     | 0        |
| -    | シムテック-フォード     | 12   | Ret | 9   | Ret | 15  | DNS |     |     |     |     |     |     |     |     |     |     |     |     | 0        |
| 順位 | コンストラクター        | 車番 | BRA | ARG | SMR | ESP | MON | CAN | FRA | GBR | GER | HUN | BEL | ITA | POR | EUR | PAC | JPN | AUS | ポイント |

- ベネトン・ルノーおよびウィリアムズ・ルノーはブラジルグランプリにおいて燃料規定違反を犯し、同GPでのポイントは無効とされた。
- シムテックは第5戦モナコGPを最後に撤退。

## 参考
1. ↑  ただし、1992年は全16戦、1995年は全17戦なため、勝率ではマンセルのほうが上回っている。
2. ↑  英語版ウィキペディアの記事
3. ↑  GIRO監修　『F1全史 1991 - 1995 第6集』　ニューズ出版、1996年、106-111頁、ISBN 978-4-938495-07-7。